# 三甲基硅基乙烯
三甲基硅基乙烯是一种有机化合物，化学式为C5H12Si。它可由三甲基硅基乙炔在钯和苯乙炔亚铜催化下氢化制得，或由三甲基氯硅烷和乙烯基溴化镁反应得到。
它和苯甲醇在催化下反应，可以得到苄基三甲基硅基醚。